# ニック・パーキンズ
ニック・パーキンズ（Nick Perkins、1996年10月15日 - ）は、アメリカ合衆国のプロバスケットボール選手。ミシガン州出身。ポジションはパワーフォワード。台湾P. リーグ+の台南TSGゴーストホークスに所属している。

## 来歴
大学卒業後、2019-20シーズンにB1の新潟アルビレックスBBでプロキャリアを開始。20.4得点、10.0リバウンド、1.3アシストと活躍するが一年で退団。
2020-21シーズンより3シーズン、イタリアの1部リーグセリエAのニューバスケット・ブリンディジでプレーした。
2020-2021シーズンはセリエAでは26試合に出場し、1試合平均24.1分の出場で、13.2得点、5.4リバウンド、スリーポイント成功率35.3パーセント、プレーオフでは6試合に出場し、1試合平均25.3分の出場で、13.0得点、7.0リバウンド、バスケットボール・チャンピオンズリーグでは12試合に出場し、1試合平均23.9分の出場で、12.6得点、5.8リバウンド、1.4アシストという成績を残した。
2021-2022シーズンはセリエAでは30試合に出場し、1試合平均30.7分の出場で、17.5得点、6.3リバウンド、1.8アシスト、バスケットボール・チャンピオンズリーグでは6試合に出場し、1試合平均28.5分の出場で、16.0得点、6.3リバウンド、1.8アシストという成績を残した。
2022-2023シーズンはセリエAでは29試合に出場し、1試合平均25.9分の出場で、15.0得点、5.3リバウンド、1.0アシスト、プレーオフでは2試合に出場し、1試合平均27.0分の出場で、14.5得点、5.0リバウンド、1.0アシスト、FIBAヨーロッパカップでは6試合に出場し、1試合平均24.8分の出場で、13.2得点、3.3リバウンド、1.2アシスト、フリースロー成功率83.3パーセントという成績を残した。
2023-24シーズンよりB1昇格初年度の長崎ヴェルカに加入し3年ぶりにB.LEAGUEへ復帰したが、シーズン途中の2024年3月26日、選手契約を解除しコーチとしてチームに帯同することが発表された。ほかの外国人籍メンバーのILからの復帰にともなう人数調整により外さざるを得なくなったもので、リリース文の"断腸の思い"にも現れている。
その後4月1日にプエルトリコBSNのインディオス・デ・マヤグエス (バスケットボール)への移籍が発表された。
2024-25シーズンから台湾P. リーグ+の台南TSGゴーストホークスに加入。ゴーストホークスではBリーグでのプレー経験のあるデモン・ブルックスやジガ・ディメッツと共にプレー。

## 個人成績
| シーズン     | チーム               | GP | GS | MPG   | FG%  | 3P%  | FT%  | RPG  | APG | SPG | BPG | TO  | PPG  |
| ------------ | -------------------- | -- | -- | ----- | ---- | ---- | ---- | ---- | --- | --- | --- | --- | ---- |
| NCAA 2015-16 | Buffalo Bulls        | 35 | ?  | 19.1  | .438 | .330 | .577 | 4.3  | 0.3 | 0.3 | 0.4 | 1.4 | 7.6  |
| NCAA 2016-17 | Buffalo Bulls        | 32 | ?  | 25.8  | .424 | .271 | .630 | 6.7  | 0.7 | 0.3 | 0.8 | 2.3 | 12.4 |
| NCAA 2017-18 | Buffalo Bulls        | 36 | ?  | 27.5  | .474 | .319 | .733 | 6.0  | 0.8 | 0.3 | 0.6 | 2.0 | 16.2 |
| NCAA 2018-19 | Buffalo Bulls        | 36 | ?  | 26.2  | .467 | .371 | .671 | 7.4  | 0.7 | 0.5 | 0.8 | 1.8 | 14.6 |
| B1 2019-20   | 新潟アルビレックスBB | 39 | 39 | 35:41 | .508 | .271 | .629 | 10.0 | 1.3 | 0.6 | 0.4 | 2.3 | 20.4 |
| LBA 2020-21  | New Basket Brindisi  | 26 | ?  | 24.1  | .558 | .353 | .586 | 5.4  | 0.5 | 0.4 | 0.3 | 1.7 | 13.2 |
| LBA 2021-22  | New Basket Brindisi  | 30 | ?  | 30.7  | .487 | .286 | .667 | 6.3  | 1.8 | 0.6 | 0.3 | 2.4 | 17.5 |
| LBA 2022-23  | New Basket Brindisi  | 29 | ?  | 25.9  | .497 | .200 | .702 | 5.3  | 1.0 | 0.5 | 0.3 | 2.1 | 15.0 |
| B1 2023-24   | 長崎ヴェルカ         | 45 | 18 | 24:27 | .428 | .324 | .610 | 5.8  | 1.4 | 0.6 | 0.3 | 2.0 | 13.7 |
| BSN 2023-24  | Indios de Mayagüez   | 22 | ?  | 30.0  | .502 | .357 | .703 | 6.6  | 1.4 | 0.6 | 0.5 | 2.1 | 18.0 |